# Atilio Badalini
Atilio Badalini (Santa Fe, 12 maggio 1899 – 25 settembre 1953) è stato un calciatore argentino, di ruolo attaccante.

## Caratteristiche tecniche
Giocava come interno destro.

## Palmarès

### Club

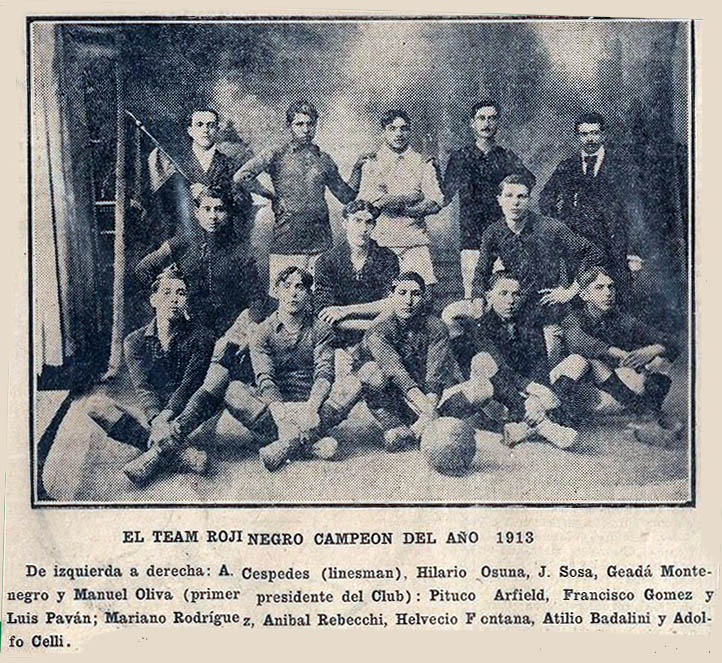

#### Competizioni nazionali
- Copa Intendente Nicasio Vila: 3

Newell's: 1918, 1921, 1922